# Marcello Bartalini
Marcello Bartalini (* 12. März 1962 in Empoli) ist ein ehemaliger italienischer Radsportler und Olympiasieger im Radsport.

## Sportliche Laufbahn
1984 war das Jahr seines größten Erfolges. Bei den Olympischen Sommerspielen in Los Angelos gewann er den Titel im Mannschaftszeitfahren gemeinsam mit Claudio Vandelli, Marco Giovanetti und Eros Poli. Bei seinem Start im Mai dieses Jahres bei der Internationalen Friedensfahrt schied er nach einem Sturz aus. Ein Jahr später gewann er ebenfalls im Mannschaftszeitfahren bei den UCI-Straßen-Weltmeisterschaften Bronze. 1988 wurde er Berufsfahrer und fuhr bis 1989 bei verschiedenen italienischen Teams, jedoch ohne einen Sieg zu erringen.